# Web3
Web3（又称 Web 3.0）是一个基于区块链技术的去中心化在线生态系统，由以太坊联合创始人 Gavin Wood 于 2014 年提出。该概念不同于万维网之父 Tim Berners-Lee 所提出的“语义网”（Semantic Web），后者旨在实现机器可读的数据互联，强调的是数据的结构化和智能化处理，而非去中心化或区块链技术的应用。
Web3 的概念在 2021 年逐渐流行开来，特别是在年底随着加密货币社区的热情推动，以及知名科技公司和投资机构的积极布局，使得 Web3 受到了广泛关注。同年 10 月，著名风险投资公司 Andreessen Horowitz（a16z）的高管前往美国华盛顿特区进行游说，试图将 Web3 作为解决网络监管问题的潜在方向，而政策制定者正试图应对平台垄断、数据滥用等日益严峻的互联网治理挑战。。
尽管 Web3 宣称致力于构建一个更加开放、去中心化的网络，但其批评者指出，Web3 在实际操作中依赖于区块链和去中心化应用（dApps），这些技术常常需要收集和处理大量用户数据，反而可能引发新的隐私风险。同时，去中心化程度也受到质疑：许多基础设施仍由少数平台或节点控制，难以实现真正的权力下放。
一些科技界知名人士对 Web3 的前景表示怀疑。例如，特斯拉和 SpaceX 首席执行官埃隆·马斯克曾在社交媒体上调侃 Web3 是“一个不存在的东西”；Twitter 联合创始人杰克·多尔西也认为，Web3 本质上仍由风险投资公司和有限合伙人（LP）所控制，其治理结构与当下的互联网并无本质区别。

## Web3愿景
Web3 的具体愿景因人而异，尽管存在表述上的差异，但普遍围绕“去中心化”的核心理念展开，通常与区块链技术紧密结合，例如加密货币和不可替代代币（NFT）Web3 的具体愿景因人而异，尽管存在表述上的差异，但普遍围绕“去中心化”的核心理念展开，通常与区块链技术紧密结合，例如加密货币和不可替代代币（NFT）。
剑桥大学贝内特公共政策研究所发布的一份政策简报将Web3定义为“假定的下一代网络技术、法律和支付基础设施，包括区块链、智能合约和加密货币”。根据Liu、Zhuotao等人（2021）的说法，Web3的三个基本架构推动因素被确定为去中心化或联合平台、安全互操作性以及通过分布式账本技术进行可验证计算的组合。 
一些愿景基于去中心化自治组织（DAO）的概念。去中心化金融（DeFi）是另一个关键概念；在其中，用户无需银行或政府参与即可交换货币。 自主身份允许用户在不依赖OAuth等身份验证系统的情况下识别自己的身份，而OAuth等身份验证系统则必须联系受信任方才能评估身份。

## 與Web 2.0有關的Web3.0
此外Web 3.0還有其他意思，例如有人是針對Web 2.0提出Web 3.0，該詞包含多層含義，用來概括互聯網發展過程中可能出現的各種不同的方向和特征，包括：將互聯網本身轉化為一個泛型數據庫；跨瀏覽器、超瀏覽器的內容投遞和請求機制；人工智能技術的運用；語義網；地理映射网；運用3D技術搭建的網站甚至虛擬世界或網路公國等。
Web 3.0的顯著特徵：
1. 擁有10M的平均頻寬。
2. 提出個人入口網站的概念，提供基於使用者偏好的個人化整合服務。
3. 讓個人和組織之間建立一種互為中心而轉化的機制，個人也可以實現經濟價值。

## Web 3.0的歷史和爭論
較有名的首次提及是在2006年初Jeffrey Zeldman的網誌中一篇批評Web 2.0的文章中。
2006年5月，蒂姆·伯納斯-李曾說：
|                                                | 人們不停地詢問Web 3.0是什麼。我認為當SVG在Web 2.0的基礎上大面積使用——所有東西都起波紋、被折疊並且看起來沒有棱角——以及一整張語義網涵蓋著大量的資料，你就可以存取這難以置信的資料資源。 |
| ——Tim Berners-Lee， A 'more revolutionary' Web | |

2006年11月的Technet峰會上，Yahoo創辦人兼首席執行官楊致遠作出闡述：
|          | 目前對Web 2.0的歸檔和討論很多。借助網路級別所能達到的效能，網路的力量已經到達了一個臨界點。我們同時也看到最近4年出現了更高階的設備以及更高階的網路互動方法，不僅呈現在遊戲機和行動裝置這樣的硬體，同時也呈現在軟體層面。你不一定得是電腦科學家才能創作出一個程式。這種現象在Web 2.0裡初現端倪，而3.0將更加深化，是一個真正的公共載體……專業、半專業和消費者的界線越來越模糊，創造出一種商業和應用程式的網路效應。 |
| ——楊致遠 | |

在這個峰會上，Netflix創始人Reed Hastings闡述了定義Web術語的簡單公式：
|                 | Web 1.0是撥號上網，50K平均頻寬，Web 2.0是1M平均頻寬那Web 3.0就該是10M頻寬，全影像的網路，這才感覺像Web 3.0。 |
| ——Reed Hastings | |

2007年8月7日，Google首席執行官埃里克·施密特出席首爾數字論壇時被與會者問及Web 3.0的定義，埃里克·施密特首先開玩笑的地說「Web 2.0只是一個行銷術語，而你剛才正好發明了Web 3.0這個行銷術語。」隨後他談及了自己的具體看法：
|                | ……（Web 3.0）建立應用程式的方法將不同。到目前為止Web 2.0一詞的出現主要是回應某種叫做「AJAX」的概念……而對Web 3.0我的預測將是拼湊在一起的應用程式，帶有一些主要特徵：程式相對較小、資料處於網路中、程式可以在任何裝置上運行（PC或者手機）、程式的速度非常快並能有很多自訂功能、此外應用程式像病毒一樣地擴散（社交網路、電子郵件等）。 |
| ——Eric Schmidt | |

2010年11月16日的網路高峰會（Web 2.0 Summit）中Mary Meeker （页面存档备份，存于）指出Web 3.0由「社交網路、行動裝置和搜尋（Social Networking, Mobile and Search）」所組成。
自2006年底以來，Web 3.0一詞正受到越來越多的關注，也是越來越多爭論的焦點，這個現象正持續到現在。
關於如何定義Web 3.0，及其所代表的含義的爭論非常激烈，觀點也琳瑯滿目。
2022 年，Tomer J. Chaffer 和 Justin Goldston 等学术研究人员将 Web3 描述为一种可能的解决方案，以解决对少数“大型科技”公司网络过度中心化的担忧。 他们认为，Web3 可以在数据安全性、可扩展性和隐私性方面超越现有的 Web 2.0 平台 。然而彭博社指出，怀疑者认为 Web3 的实际用途仍然有待验证，特别是在超出加密货币交易领域的应用中 。《纽约时报》也曾报道，几位投资者押注 27 亿美元，认为Web3“是互联网的未来”。

### 將網際網路轉化為資料庫
邁向Web 3.0的第一步是「網際網路」這一概念的體現，結構化資料集以可重覆利用、可遠端查詢的格式公布於網路上，比如XML、RDF和微格式。最近SPARQL的發展為網路上以RDF方式配發的資料庫提供了一套標準化的查詢語言和應用程式介面。資料網路讓資料契合和應用程式互用性更上新臺階，使資料像網頁一樣容易存取和連結。在資料網路時代，重點主要是如何以RDF的方式提供結構化資料。全語義網時期會拓寬語義範圍，這樣結構化、半結構化甚至零散的資料內容（比如傳統的網頁、文档等）都能以RDF和OWL語義格式的形式普遍存在。

### 向人工智慧進化的道路
Web 3.0也被用來描述一條最終通向人工智能的網絡進化的道路，這個人工智慧最終能以類似人類的方式思辯網路。可是，一些人對此表示悲觀，認為這是不可企及的設想。然而，像IBM和Google這樣的大公司已經在使用一些正提供驚人的資訊的新技術，例如透過挖取學校音樂網站的資料來預測未來的熱門單曲。同時也有人提出是否智慧系統將是Web 3.0背后的推動力，抑或智慧會以人的形式出現，即某體系的人們（例如Delicious這樣的協同篩選服務，Flickr和Digg這樣人工抽取網路資源）以及他們之間如何互動。

### 語義網和服務導向架構的實現
和人工智慧的方向有關聯，Web 3.0可以是語義網概念的實現和擴充。各學院正在研究開發一種基於描述邏輯和智慧代理的推理軟體，這樣的軟體透過運用表述網路上概念和資料之間的關係的規則來進行邏輯推理操作。
Sramana Mitra對語義網成為次世代網際網路基本要素的看法不同，並提出了一道封裝Web 3.0的公式
Web 3.0也被認為和服務導向架構（SOA）及語義網的具體體現有關。

### 向3D進化
另一條可能的道路是Web3D聯盟擁護的3D化構想，包括將整個網路轉化為一系列3D空間，採用第二人生啟發的概念。同時也提供新的方式在3D共享空間連接和協同。

### 所建議的一些延伸定義
美國企業家兼風險投資家諾瓦·斯皮瓦克建議將Web 3.0的定義延伸至當前各大技術潮流邁向新的成熟階段的具體體現，包括：
- 無處不聯網：寬頻網路的普及和發展，行動通訊裝置的網際網路接入。（例如：平板電腦）
- 網路計算：「軟體即服務」的商業模型，Web服務互用性，分布式计算，网格计算和效用計算（又稱「雲端計算」）。
- 開放技術：開放API和協議，開放資料格式，開源軟體平臺和開放資料（如创作共用，開放資料授權）。
- 開放身分：OpenID，開放名聲，跨域身分和個人資料。
- 智慧網路：語義網技術比如資源描述框架，网络本体语言，SWRL，SPARQL，語義應用程式平臺和基於宣告的資料儲存。
- 分散式資料庫：網際資料庫（「World Wide Database」，由語義網的技術實現）。
- 智慧應用程式：普通語言的處理[20]，機器學習，機器推理，自主代理。[21]